# Aalesunds Fotballklubb 2008
Questa voce raccoglie le informazioni riguardanti lo Aalesunds Fotballklubb nelle competizioni ufficiali della stagione 2008.

## Stagione
Lo Aalesund chiuse la stagione al 13º posto finale: dovette così affrontare gli incontri di qualificazione alla successiva edizione dell'Eliteserien, dove riuscì a superare il Sogndal. L'avventura nella Coppa di Norvegia 2008 si chiuse invece al quarto turno, con l'eliminazione per mano del Lyn Oslo. Nel settembre 2008, fu ufficializzato l'avvicendamento in panchina tra Sören Åkeby e il nuovo tecnico Kjetil Rekdal. Tor Hogne Aarøy fu il calciatore più utilizzato in stagione, con le sue 30 presenze (24 in campionato, 4 nella coppa nazionale e 2 nelle qualificazioni all'Eliteserien). Fu anche il miglior marcatore, con le sue 17 reti (9 in campionato, 4 nella coppa nazionale e 4 nelle qualificazioni all'Eliteserien).

## Maglie e sponsor
Lo sponsor tecnico per la stagione 2008 fu Umbro, mentre lo sponsor ufficiale fu Sparebanken Møre. La divisa casalinga era composta da una maglietta arancione con maniche e inserti blu, pantaloncini blu e calzettoni arancioni. Quella da trasferta era invece completamente blu.
| Casa | Trasferta |

## Rosa
| N. |                        | Ruolo | Calciatore                 |
| -- | ---------------------- | ----- | -------------------------- |
| 1  | Norvegia (bandiera)    | P     | Sten Grytebust             |
| 2  | Norvegia (bandiera)    | C     | Amund Skiri                |
| 3  | Islanda (bandiera)     | D     | Haraldur Freyr Guðmundsson |
| 4  | Svezia (bandiera)      | D     | Benjamin Kibebe            |
| 5  | Norvegia (bandiera)    | C     | Erlend Holm                |
| 6  | Norvegia (bandiera)    | C     | Øyvind Gram                |
| 7  | Norvegia (bandiera)    | C     | Trond Fredriksen           |
| 8  | Norvegia (bandiera)    | A     | Tor Hogne Aarøy            |
| 9  | Stati Uniti (bandiera) | A     | Pat Noonan                 |
| 10 | Svezia (bandiera)      | C     | Johan Arneng               |
| 11 | Norvegia (bandiera)    | A     | Didrik Fløtre              |
| 11 | Norvegia (bandiera)    | C     | Thomas Pedersen            |
| 12 | Norvegia (bandiera)    | P     | Andreas Lie                |
| 13 | Serbia (bandiera)      | P     | Nenad Novaković            |
| 14 | Norvegia (bandiera)    | D     | Jonathan Parr              |
| 15 | Svezia (bandiera)      | D     | Daniel Arnefjord           |

| N. |                        | Ruolo | Calciatore          |
| -- | ---------------------- | ----- | ------------------- |
| 15 | Camerun (bandiera)     | D     | Gustave Bahoken     |
| 16 | Estonia (bandiera)     | D     | Enar Jääger         |
| 16 | Norvegia (bandiera)    | D     | Torjus Aaland       |
| 17 | Norvegia (bandiera)    | A     | Lasse Olsen         |
| 18 | Norvegia (bandiera)    | C     | Karl Oskar Fjørtoft |
| 19 | Norvegia (bandiera)    | C     | Peter Orry Larsen   |
| 20 | Giamaica (bandiera)    | C     | Khari Stephenson    |
| 20 | Ghana (bandiera)       | A     | Razak Pimpong       |
| 21 | Norvegia (bandiera)    | A     | Alexander Mathisen  |
| 21 | Norvegia (bandiera)    | D     | Simen Solbak        |
| 22 | Slovenia (bandiera)    | C     | Denis Selimovič     |
| 23 | Norvegia (bandiera)    | D     | Thomas Gjørtz       |
| 24 | Stati Uniti (bandiera) | P     | Adin Brown          |
| 25 | Brasile (bandiera)     | A     | Diego Silva         |
| 26 | Norvegia (bandiera)    | D     | Jonatan Tollås      |
| 33 | Finlandia (bandiera)   | A     | Peter Kopteff       |

## Calciomercato

### Sessione invernale(dal 01/01 al 31/03)
| Acquisti | Acquisti           | Acquisti   | Acquisti      |
| R.       | Nome               | da         | Modalità      |
| -------- | ------------------ | ---------- | ------------- |
| D        | Thomas Gjørtz      | Løv-Ham    | fine prestito |
| C        | Johan Arneng       | svincolato |               |
| C        | Øyvind Gram        | Lyn Oslo   | definitivo    |
| C        | Thomas Pedersen    | Hødd       | fine prestito |
| A        | Alexander Mathisen | Vålerenga  | definitivo    |
| A        | Pat Noonan         | svincolato |               |
| A        | Razak Pimpong      | Viking     | prestito      |

| Cessioni | Cessioni           | Cessioni   | Cessioni      |
| R.       | Nome               | a          | Modalità      |
| -------- | ------------------ | ---------- | ------------- |
| P        | Roar Husby         | Mjølner    | definitivo    |
| D        | Marius Aam         | Skarbøvik  | definitivo    |
| D        | Oddbjørn Lie       | Hødd       | definitivo    |
| D        | Bjørn Erik Melland |            | svincolato    |
| D        | Mattias Nylund     | Trelleborg | definitivo    |
| D        | Peter Werni        | Skjetten   | definitivo    |
| C        | Jeffrey Aubynn     |            | svincolato    |
| C        | Joakim Austnes     | Viking     | definitivo    |
| C        | Magnus Kihlberg    | Örebro     | definitivo    |
| C        | Dag Roar Ørsal     | Haugesund  | definitivo    |
| A        | Håvard Sakariassen | Bryne      | fine prestito |

### Sessione estiva(dal 01/08 al 31/08)
| Acquisti | Acquisti         | Acquisti   | Acquisti   |
| R.       | Nome             | da         | Modalità   |
| -------- | ---------------- | ---------- | ---------- |
| P        | Nenad Novaković  | Reggina    | prestito   |
| C        | Daniel Arnefjord | AIK        | definitivo |
| C        | Khari Stephenson | AIK        | definitivo |
| A        | Peter Kopteff    | svincolato |            |

| Cessioni | Cessioni        | Cessioni      | Cessioni      |
| R.       | Nome            | a             | Modalità      |
| -------- | --------------- | ------------- | ------------- |
| D        | Benjamin Kibebe | Nordsjælland  | definitivo    |
| A        | Pat Noonan      | Columbus Crew | definitivo    |
| A        | Razak Pimpong   | Viking        | fine prestito |

## Risultati

### Eliteserien

#### Girone di andata
| Arbitro: | Olsen (Kristiansand) |

|           |           |  |
| Berre 73’ | Marcatori |  |

| Arbitro: | Øvrebø (Oslo) |

|                                             |           |                             |
| Silva 23’ Aarøy 46’ Skiri 50’ Selimovič 90’ | Marcatori | 45’ (aut.) Parr 82’ Winters |

| Arbitro: | Edvartsen (Hamar) |

|                                 |           |          |
| Stokholm 56’ (rig.) Velička 71’ | Marcatori | 43’ Holm |

| Arbitro: | Johnsen (Tønsberg) |

|                                                 |           |  |
| Aarøy 34’, 43’, 86’ Silva 47’ Jääger 52’ (rig.) | Marcatori |  |

| Arbitro: | Helgerud (Lier) |

|                              |           |           |
| Olsen 48’ Martins 72’ (rig.) | Marcatori | 79’ Silva |

| Arbitro: | Moen (Haugesund) |

|  |           |                                             |
|  | Marcatori | 40’ (rig.), 45’ (rig.), 49’ Hoff 56’ Holmen |

| Arbitro: | Sandmoen (Kjelsås) |

|                                                            |           |  |
| Wallace 29’ Jóhannsson 39’, 45’ Elyounoussi 71’ Barsom 75’ | Marcatori |  |

| Arbitro: | Helgerud (Lier) |

|                              |           |          |
| Gunnarsson 25’ Alanzinho 41’ | Marcatori | 69’ Parr |

| Arbitro: | Berntsen (Vang) |

|                                |           |                |
| Kibebe 5’ Olsen 76’ Larsen 90’ | Marcatori | 65’ Nordkvelle |

| Arbitro: | Hagen (Grue) |

|                             |           |  |
| Occean 75’, 79’ Sundgot 83’ | Marcatori |  |

| Arbitro: | Skjerven (Kaupanger) |

|          |           |              |
| Parr 40’ | Marcatori | 56’ M. Diouf |

| Arbitro: | Øvrebø (Oslo) |

|                             |           |           |
| Tettey 56’ Iversen 72’, 86’ | Marcatori | 38’ Silva |

| Arbitro: | Helgerud (Lier) |

|           |           |                                  |
| Aarøy 90’ | Marcatori | 28’, 80’ Moldskred 90’ Rushfeldt |

#### Girone di ritorno
| Arbitro: | Øvrebø (Oslo) |

|           |           |               |
| Solli 79’ | Marcatori | 27’, 38’ Parr |

| Arbitro: | Ditlefsen (Mo i Rana) |

|           |           |                          |
| Silva 63’ | Marcatori | 33’ Gaarde 54’ Steenslid |

| Molde 4 agosto 2008, ore 19:00 16ª giornata | Molde           | 0 – 0 referto | Aalesund | Aker Stadion (11.011 spett.)\| Arbitro: \| Berntsen (Vang) \| |
| Arbitro:                                    | Berntsen (Vang) |               |          |                                                               |

| Arbitro: | Staberg (Harstad) |

|            |           |                              |
| Larsen 58’ | Marcatori | 42’ Andersson 78’ Gunnarsson |

| Arbitro: | Alseth (Stjørdal) |

|                       |           |  |
| Yttergård Jenssen 66’ | Marcatori |  |

| Ålesund 30 agosto 2008, ore 19:00 19ª giornata | Aalesund          | 0 – 0 referto | Fredrikstad | Color Line Stadion (9.731 spett.)\| Arbitro: \| Staberg (Harstad) \| |
| Arbitro:                                       | Staberg (Harstad) |               |             |                                                                      |

| Arbitro: | Johnsen (Tønsberg) |

|                        |           |           |
| Bjerke 2’ Karekezi 31’ | Marcatori | 50’ Aarøy |

| Ålesund 21 settembre 2008, ore 18:00 21ª giornata | Aalesund     | 0 – 0 referto | Vålerenga | Color Line Stadion (10.637 spett.)\| Arbitro: \| Hagen (Grue) \| |
| Arbitro:                                          | Hagen (Grue) |               |           |                                                                  |

| Arbitro: | Helgerud (Lier) |

|                   |           |                   |
| Arneng 45’ (rig.) | Marcatori | 53’, 70’ Ya Konan |

| Arbitro: | Øvrebø (Oslo) |

|  |           |           |
|  | Marcatori | 61’ Aarøy |

| Arbitro: | Øvrebø (Oslo) |

|           |           |  |
| Aarøy 20’ | Marcatori |  |

| Arbitro: | Hagen (Grue) |

|                                               |           |  |
| Sokolowski 33’ Hoff 62’ Guastavino 83’ (rig.) | Marcatori |  |

| Arbitro: | Sandmoen (Kjelsås) |

|                                      |           |  |
| Aarøy 16’ Kopteff 78’ Fredriksen 81’ | Marcatori |  |

#### Qualificazioni all'Eliteserien
| Arbitro: | Olsen (Kristiansand) |

|             |           |                                                          |
| Bolseth 50’ | Marcatori | 22’ Arnefjord 53’ Aarøy 61’ (aut.) Lubieniecki 90’ Silva |

| Arbitro: | Hauge (Bergen) |

|                     |           |            |
| Aarøy 14’, 31’, 43’ | Marcatori | 67’ H. Flo |

### Coppa di Norvegia
| Førde 12 maggio 2008, ore 18:00 Primo turno                                       | Førde     | 1 – 3 referto                 | Aalesund | Førde Stadion (1.717 spett.) |
| \| \| \| \| \| Tenden 90’ (rig.) \| Marcatori \| 45’ Silva 86’ Aarøy 90’ Olsen \| |           |                               |          |                              |
|                                                                                   |           |                               |          |                              |
| Tenden 90’ (rig.)                                                                 | Marcatori | 45’ Silva 86’ Aarøy 90’ Olsen |          |                              |

| Arbitro: | Skjerven |

|                                                  |           |                                               |
| Hansen 9’, 47’ (rig.) Raunehaug 78’ Gjesdal 105’ | Marcatori | 53’ Aarøy 61’, 95’ Silva 63’ Parr 114’ Fløtre |

| Arbitro: | Hauge (Bergen) |

|            |           |                         |
| Sandal 58’ | Marcatori | 9’ (aut.) Lie 90’ Aarøy |

| Arbitro: | Sælen (Bergen) |

|           |           |                                                  |
| Aarøy 49’ | Marcatori | 29’, 88’ Holmen 64’ Simonsen 64’, 90’ Guastavino |

## Statistiche

### Statistiche di squadra
| Competizione                   | Punti | In casa | In casa | In casa | In casa | In casa | In casa | In trasferta | In trasferta | In trasferta | In trasferta | In trasferta | In trasferta | Totale | Totale | Totale | Totale | Totale | Totale | DR  |
| Competizione                   | Punti | G       | V       | N       | P       | Gf      | Gs      | G            | V            | N            | P            | Gf           | Gs           | G      | V      | N      | P      | Gf     | Gs     | DR  |
| ------------------------------ | ----- | ------- | ------- | ------- | ------- | ------- | ------- | ------------ | ------------ | ------------ | ------------ | ------------ | ------------ | ------ | ------ | ------ | ------ | ------ | ------ | --- |
| Eliteserien                    | 25    | 13      | 5       | 3       | 5       | 21      | 17      | 13           | 2            | 1            | 10           | 8            | 25           | 26     | 7      | 4      | 15     | 29     | 42     | -13 |
| Qualificazioni all'Eliteserien | -     | 1       | 1       | 0       | 0       | 3       | 1       | 1            | 1            | 0            | 0            | 4            | 1            | 2      | 2      | 0      | 0      | 7      | 2      | +5  |
| Coppa di Norvegia              | -     | 1       | 0       | 0       | 1       | 1       | 4       | 3            | 3            | 0            | 0            | 10           | 6            | 4      | 3      | 0      | 1      | 11     | 10     | +1  |
| Totale                         | -     | 15      | 6       | 3       | 6       | 25      | 22      | 17           | 6            | 1            | 10           | 22           | 32           | 32     | 12     | 4      | 16     | 47     | 54     | -7  |

### Statistiche dei giocatori
| Giocatore      | Eliteserien | Eliteserien | Eliteserien | Eliteserien | Coppa di Norvegia | Coppa di Norvegia | Coppa di Norvegia | Coppa di Norvegia | Qual. all'Eliteserien | Qual. all'Eliteserien | Qual. all'Eliteserien | Qual. all'Eliteserien | Totale   | Totale | Totale      | Totale     |
| Giocatore      | Presenze    | Reti        | Ammonizioni | Espulsioni  | Presenze          | Reti              | Ammonizioni       | Espulsioni        | Presenze              | Reti                  | Ammonizioni           | Espulsioni            | Presenze | Reti   | Ammonizioni | Espulsioni |
| -------------- | ----------- | ----------- | ----------- | ----------- | ----------------- | ----------------- | ----------------- | ----------------- | --------------------- | --------------------- | --------------------- | --------------------- | -------- | ------ | ----------- | ---------- |
| T. Aaland      | 0           | 0           | 0           | 0           | 1                 | 0                 | 0                 | 0                 | 0                     | 0                     | 0                     | 0                     | 1        | 0      | 0           | 0          |
| T. Aarøy       | 24          | 9           | 4           | 0           | 4                 | 4                 | 1                 | 0                 | 2                     | 4                     | 1                     | 0                     | 30       | 17     | 6           | 0          |
| D. Arnefjord   | 10          | 0           | 3           | 0           | 4                 | 0                 | 2                 | 0                 | 2                     | 0                     | 0                     | 0                     | 16       | 0      | 5           | 0          |
| J. Arneng      | 21          | 1           | 3           | 0           | 4                 | 0                 | 2                 | 0                 | 2                     | 0                     | 0                     | 0                     | 27       | 1      | 5           | 0          |
| G. Bahoken     | 0           | 0           | 0           | 0           | 0                 | 0                 | 0                 | 0                 | 0                     | 0                     | 0                     | 0                     | 0        | 0      | 0           | 0          |
| A. Brown       | 6           | 0           | 1           | 0           | 0                 | 0                 | 0                 | 0                 | 0                     | 0                     | 0                     | 0                     | 6        | 0      | 1           | 0          |
| K. Fjørtoft    | 18          | 0           | 4           | 0           | 4                 | 0                 | 0                 | 0                 | 0                     | 0                     | 0                     | 0                     | 22       | 0      | 4           | 0          |
| D. Fløtre      | 0           | 0           | 0           | 0           | 1                 | 1                 | 0                 | 0                 | 0                     | 0                     | 0                     | 0                     | 1        | 1      | 0           | 0          |
| T. Fredriksen  | 20          | 1           | 4           | 0           | 3                 | 0                 | 0                 | 0                 | 2                     | 0                     | 0                     | 0                     | 25       | 1      | 4           | 0          |
| T. Gjørtz      | 1           | 0           | 0           | 0           | 3                 | 0                 | 0                 | 0                 | 0                     | 0                     | 0                     | 0                     | 4        | 0      | 0           | 0          |
| Ø. Gram        | 1           | 0           | 0           | 0           | 0                 | 0                 | 0                 | 0                 | 0                     | 0                     | 0                     | 0                     | 1        | 0      | 0           | 0          |
| S. Grytebust   | 0           | 0           | 0           | 0           | 0                 | 0                 | 0                 | 0                 | 0                     | 0                     | 0                     | 0                     | 0        | 0      | 0           | 0          |
| H. Guðmundsson | 16          | 0           | 1           | 0           | 2                 | 0                 | 0                 | 0                 | 2                     | 0                     | 0                     | 0                     | 20       | 0      | 1           | 0          |
| E. Holm        | 17          | 1           | 3           | 0           | 1                 | 0                 | 0                 | 0                 | 0                     | 0                     | 0                     | 0                     | 18       | 1      | 3           | 0          |
| E. Jääger      | 23          | 1           | 1           | 0           | 3                 | 0                 | 0                 | 0                 | 2                     | 0                     | 0                     | 0                     | 28       | 1      | 1           | 0          |
| B. Kibebe      | 9           | 1           | 1           | 1           | 0                 | 0                 | 0                 | 0                 | 0                     | 0                     | 0                     | 0                     | 9        | 1      | 1           | 1          |
| P. Kopteff     | 6           | 1           | 1           | 0           | 0                 | 0                 | 0                 | 0                 | 2                     | 0                     | 0                     | 0                     | 8        | 1      | 1           | 0          |
| P. Larsen      | 19          | 2           | 0           | 0           | 4                 | 0                 | 0                 | 0                 | 1                     | 0                     | 0                     | 0                     | 24       | 2      | 0           | 0          |
| A. Lie         | 14          | 0           | 0           | 0           | 4                 | 0                 | 1                 | 0                 | 0                     | 0                     | 0                     | 0                     | 18       | 0      | 1           | 0          |
| A. Mathisen    | 18          | 0           | 0           | 0           | 1                 | 0                 | 0                 | 0                 | 1                     | 0                     | 0                     | 0                     | 20       | 0      | 0           | 0          |
| P. Noonan      | 8           | 0           | 1           | 0           | 2                 | 0                 | 0                 | 0                 | 0                     | 0                     | 0                     | 0                     | 10       | 0      | 1           | 0          |
| N. Novaković   | 6           | 0           | 0           | 0           | 0                 | 0                 | 0                 | 0                 | 2                     | 0                     | 0                     | 0                     | 8        | 0      | 0           | 0          |
| L. Olsen       | 15          | 1           | 0           | 0           | 3                 | 1                 | 0                 | 0                 | 2                     | 0                     | 0                     | 0                     | 20       | 2      | 0           | 0          |
| J. Parr        | 24          | 4           | 5           | 0           | 3                 | 1                 | 0                 | 0                 | 2                     | 0                     | 0                     | 0                     | 29       | 5      | 5           | 0          |
| T. Pedersen    | 1           | 0           | 0           | 0           | 1                 | 0                 | 0                 | 0                 | 0                     | 0                     | 0                     | 0                     | 2        | 0      | 0           | 0          |
| R. Pimpong     | 8           | 0           | 2           | 0           | 0                 | 0                 | 0                 | 0                 | 0                     | 0                     | 0                     | 0                     | 8        | 0      | 2           | 0          |
| D. Selimovič   | 6           | 1           | 2           | 0           | 2                 | 0                 | 0                 | 0                 | 0                     | 0                     | 0                     | 0                     | 8        | 1      | 2           | 0          |
| D. Silva       | 20          | 5           | 1           | 1           | 3                 | 3                 | 1                 | 0                 | 2                     | 1                     | 0                     | 0                     | 25       | 9      | 2           | 1          |
| A. Skiri       | 17          | 1           | 0           | 0           | 2                 | 0                 | 0                 | 0                 | 2                     | 0                     | 0                     | 0                     | 21       | 1      | 0           | 0          |
| S. Solbak      | 0           | 0           | 0           | 0           | 1                 | 0                 | 0                 | 0                 | 0                     | 0                     | 0                     | 0                     | 1        | 0      | 0           | 0          |
| K. Stephenson  | 10          | 0           | 0           | 0           | 0                 | 0                 | 0                 | 0                 | 1                     | 0                     | 0                     | 0                     | 11       | 0      | 0           | 0          |
| J. Tollås      | 17          | 0           | 0           | 0           | 3                 | 0                 | 0                 | 0                 | 2                     | 0                     | 0                     | 0                     | 22       | 0      | 0           | 0          |